# Meandro

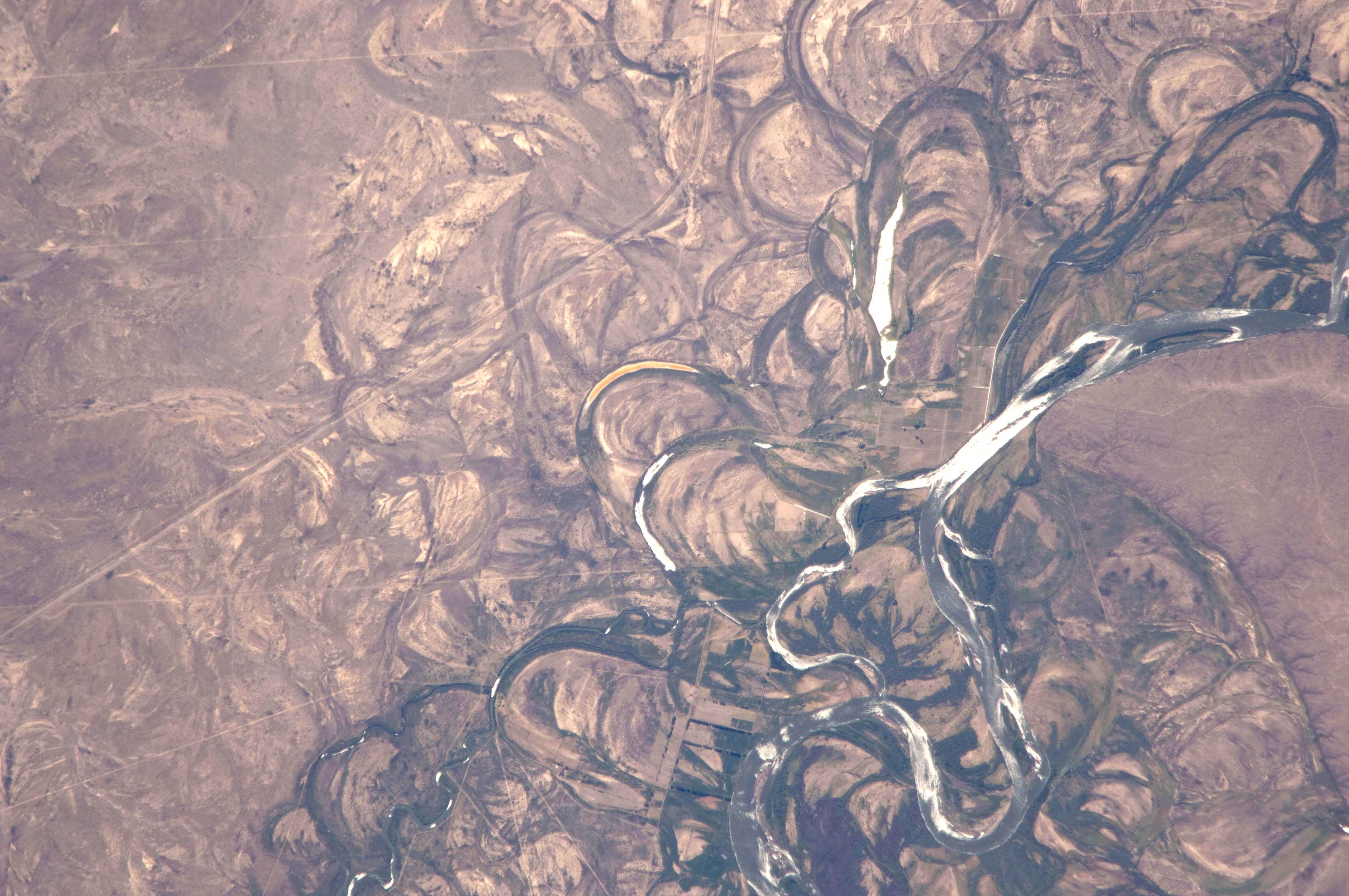
La pianura alluvionale del Rio Negro (Brasile), costituita da un sistema fluviale a meandri: notare l'abbondanza di "meandri morti" che occupano tutta la piana alluvionale del corso d'acqua.

In idrografia e in sedimentologia, il meandro è l'ampia sinuosità del corso di un fiume che ne caratterizza la parte terminale dove la pendenza è minima.
Il termine proviene dal nome greco (Maiandros) del Meandro, fiume della Turchia lungo 529 km che dall'Anatolia occidentale va a sfociare nel mar Egeo, ma viene utilizzato per la prima volta solo nella seconda metà dell'Ottocento. Il suo corso è appunto caratterizzato da numerosi meandri. In Turchia si distingue il Grande Meandro (Büyük Menderes) dal Piccolo Meandro (Küçük Menderes) lungo 140 km.
I meandri sono caratteristici di fiumi che scorrono in pianure alluvionali a debole pendenza, dove sono presenti sedimenti a granulometria prevalentemente fine. Minore è la pendenza, maggiore è la tendenza dei corsi d'acqua a divagare e maggiore è la facilità ad impaludarsi dell'ambiente circostante. La pendenza del letto di un corso d'acqua dipende dal suo profilo di equilibrio, ed è generalmente minore nell'area più distale, rispetto alla sorgente, delle pianure di origine fluviale ("bassa pianura").
I meandri fluviali sono caratterizzati da curve, dette anse, più o meno accentuate. In un meandro pertanto abbiamo una sponda concava ed una convessa. I corsi d'acqua naturali a meandri possono assumere tutte le varianti morfologiche da una forma debolmente serpeggiante fino a meandri molto accentuati a ferro di cavallo o addirittura con forma sub-circolare (a "cappio").

## Formazione

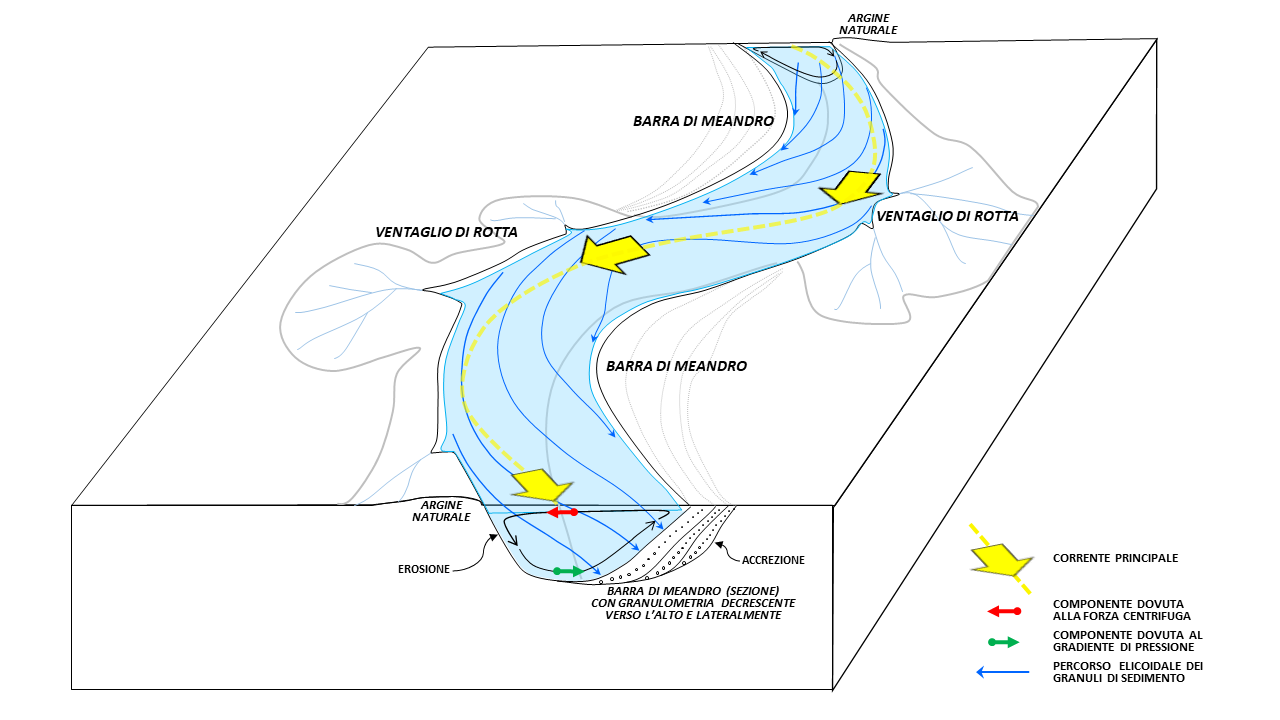
Diagramma che illustra le caratteristiche del flusso e la dinamica erosiva e deposizionale in un canale fluviale a meandri.

I meandri evolvono per effetto di un'interazione dinamica, strettamente relazionata, tra erosione e sedimentazione: la corrente erode la sponda concava, mentre depositi alluvionali si sedimentano su quella convessa. Partendo da un corso d'acqua rettilineo, l'origine di un meandro può essere determinata da numerosi fattori: ostacoli nel letto del fiume che causano una maggiore erosione da un lato; terreno più soggetto a erosione in un tratto attraversato dal fiume; un periodo di grande afflusso d'acqua per via di precipitazioni abbondanti. Una volta generata anche una piccola curva, l'erosione prosegue per un effetto di feedback positivo, poiché il meandro incipiente genera una perturbazione del flusso.
Infatti, la linea di massima velocità della corrente si sposta sul lato concavo (esterno) per effetto della forza centrifuga, e l'acqua tende ad accumularvisi generando un eccesso di pressione idrostatica, cui corrisponde un deficit di pressione verso la riva convessa. Si viene a creare quindi un gradiente di pressione che tenderebbe a spostare l'acqua verso la sponda convessa; tuttavia, come si osserva, in superficie prevale la forza centrifuga che spinge l'acqua verso la sponda concava, mentre nella zona prossima al fondale si ha perdita di velocità della corrente per attrito: la forza centrifuga quindi perde di efficacia e in questa zona l'acqua tende effettivamente a spostarsi verso la riva convessa. Il percorso che risulta da queste componenti laterali e dal flusso principale (più veloce e diretto verso la foce del corso d'acqua) è elicoidale, con le componenti laterali che raggiungono il 10%-20% della velocità media longitudinale. Il terreno della sponda concava, sotto l'azione di una corrente più veloce, viene eroso più facilmente dando origine ad una scarpata piuttosto ripida e soggetta a franamenti, e le particelle di materiale eroso tendono a spostarsi sul fondale verso la sponda convessa (un po' più avanti rispetto a dove sono state erose). In caso di piena, dal lato concavo possiamo avere più facilmente la tracimazione delle acque fluviali e la deposizione di ventagli di rotta sulla piana alluvionale. Al contrario, sul lato convesso (interno) la velocità dell'acqua è minore, permettendo ulteriore deposizione di sedimento per perdita di carico, in forma di corpi di ghiaia o sabbia lenticolari inclinati verso il canale, che sovrapponendosi nel tempo formano la cosiddetta barra di meandro. Sul fondale, i vettori di velocità e di pressione radiale sono diretti verso la barra e diminuiscono di magnitudine risalendola, deponendo gradualmente sedimenti sempre più fini. Ne consegue che i granuli risultano selezionati secondo il diametro massimo trasportabile dalla corrente (il "granulo massimo"), e i depositi saranno più grossolani verso il fondo del canale, sempre più fini verso la sommità della barra.

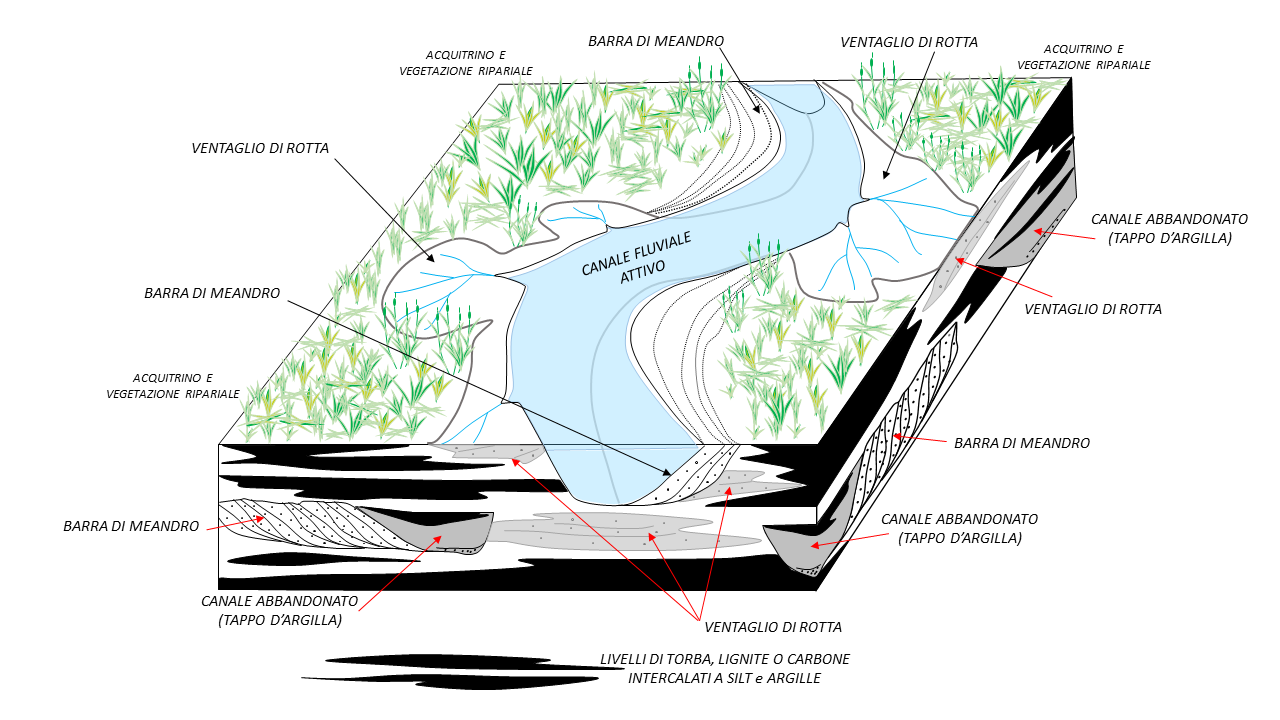
Diagramma che descrive gli ambienti sedimentari corrispondenti a un sistema fluviale a meandri e le loro espressioni geologiche (in sezione).

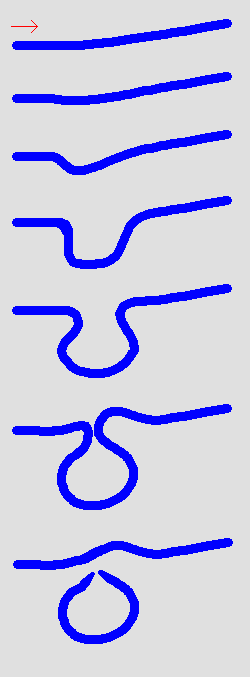
Formazione ed evoluzione di un meandro

Con questo tipo di evoluzione, la curvatura dell'alveo diventa quindi progressivamente più accentuata, fino a formare una sorta di "laccio" con un collo sempre più stretto.
Nel tempo, anche a causa di eventi alluvionali, si può avere il fenomeno del "taglio del meandro": il corso d'acqua si scava un nuovo alveo collegando l'alveo a monte a quello a valle nel punto in cui questi sono più prossimi (il "collo" del meandro). In tal modo la parte di alveo corrispondente al meandro viene tagliata fuori dalla corrente attiva e diviene una lanca (un braccio morto del fiume), che gradualmente viene interrata dalla progressiva sedimentazione fine, per decantazione, di sedimenti argillosi. Di fatto, nei sistemi fluviali meandriformi i depositi della piana alluvionale sono costruiti dalla migrazione laterale e longitudinale dei meandri e risultano composti dalla sovrapposizione e dalla giustapposizione dei corpi sedimentari formati da quest'ultima: corpi di canale, di barra di meandro, di argine naturale, di ventaglio di rotta, lanca, oltre che dai depositi di intercanale determinati dalle frazioni più fini dei depositi di tracimazione durante le piene.
I meandri possono assumere due aspetti diversi: liberi o incassati. 

I meandri liberi, più diffusi, sono tipici delle pianure alluvionali, dove con basse pendenze si verifica un rallentamento della corrente fluviale. Questi meandri evolvono rapidamente e i ripetuti fenomeni di taglio, abbandono e interramento determinano una migrazione laterale continua dell'alveo fluviale, che in tal modo "costruisce" i sedimenti di pianura alluvionale entro i limiti della piana inondabile.

I meandri incassati sono incisi nella roccia ed evolvono molto lentamente. Spesso si tratta di una morfologia ereditata da una originaria pianura alluvionale per abbassamento del livello di base dell'erosione, che porta il corso d'acqua a erodere tutto lo spessore di sedimenti alluvionali fino alla roccia.
In Italia, un esempio di questo fenomeno è il tratto finale del Tevere, che dall'antichità si è notevolmente modificato: oltre al progressivo interramento del Porto di Traiano ad Ostia, resta memoria dell'alluvione che nel 1557 deviò il corso del fiume allontanandolo anche dal castello di Giulio II a Ostia Antica, che perse così la propria funzione difensiva e di stazione daziaria.
Altri fiumi con meandri in Italia sono il Tanaro, il Ronco, la Trebbia, il Po, il Simeto.

## Importanza ecologica del meandro fluviale

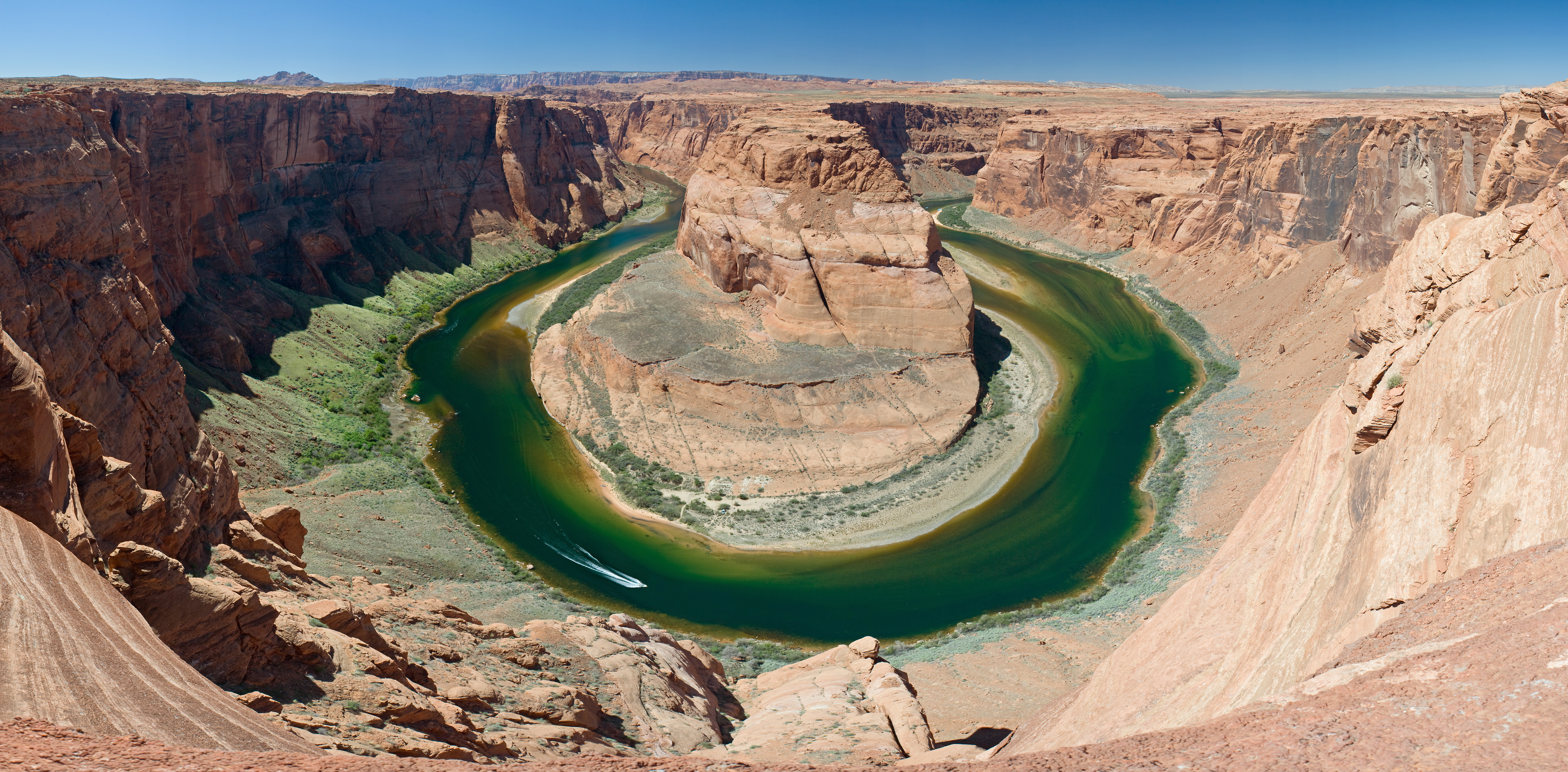
Il meandro Horseshoe Bend del fiume Colorado, Stati Uniti. Si tratta di un meandro impostato in roccia.

Durante il tragitto verso il mare, ogni corso d'acqua instaura nel tempo un complesso rapporto ecologico con l'ambiente circostante. La presenza di acqua, come è noto, è un importante fattore di diversificazione ambientale che favorisce la formazione di numerose e differenti nicchie ecologiche e, conseguentemente, di biodiversità.
All'aumentare della superficie di contatto tra il corso d'acqua ed il terreno adiacente, si accresce il numero di spazi nei quali gli organismi viventi vegetali ed animali, mediante selezione naturale, trovano sede di sviluppo. Da qui, l'importanza del meandro quale struttura naturale che massimizza, in termini spaziali, il contatto tra fiume e il territorio circostante.
Inoltre, il fenomeno del taglio dei meandri determina la formazione di lanche e lo sviluppo degli ambienti perifluviali di tipo palustre, zone umide che costituiscono ambienti protetti nei quali trovano rifugio numerose specie animali e vegetali, con notevole arricchimento della biodiversità.